# Markea harlingiana
Markea harlingiana är en potatisväxtart som beskrevs av A.T. Hunziker. Markea harlingiana ingår i släktet Markea och familjen potatisväxter. Inga underarter finns listade i Catalogue of Life.